# Пословни резултат
Пословни резултат је економска категорија која показује финансијски резултат пословања неког привредног субјекта у смислу разлике његових укупних прихода и расхода. У случају да су пословни приходи предузећа већи од пословних расхода појављује се позитиван пословни резултат, односно добит, док се у случају већег обима пословних расхода од пословних прихода јавља негативан пословни резултат који називамо губитак.